# Heyrovskaya
Heyrovskaya es un género de insecto coleóptero de la familia Chrysomelidae.

## Especies
- Heyrovskaya gomerensis Gruev & Petitpierre, 1979
- Heyrovskaya oromii Gruev & Petitpierre, 1979